# 야나기코지역
야나기코지 역(柳小路駅)은 에노시마 전철선의 역이다. 일본 가나가와현 후지사와시에 있다.

## 역사
1920년 4월 1일에 야나기코지 역이 개업했다. 야나기코지 역은 1944년 6월 30일 전쟁중에 폐역했다가 1950년 7월 15일 다시 개업했다.

## 역 구조
- 야나기코지 역은 지상역이며, 무인역이다.
- 가마쿠라쪽 승강장은 경사로로 되어있다. 자동매표기도 그쪽에 있다. IC카드 간이개찰기는 후지사와 쪽, 가마쿠라 쪽 모두 설치되어 있다.

### 승강장 구조
1면 1선의 단선 승강장이다. 한 승강장에서 양방향의 승객을 처리한다.
| 1 | ■ 에노시마 전철선 | 후지사와, 구게누마 방면 |

## 역세권 정보
역 근처에는 주택가가 넓게 펼쳐져 있다.
- 구게누마 고등학교(구 구게누마 여자고등학교)
- 일본국도 467호선

## 승하차량 변동
2008년 기준 야나기코지 역의 하루평균승하차인원은 2127명이다.

## 역명유래
옛날, 이 역의 이시가미 역 쪽 계단 아래로부터 나 있는 길의 옆에 버드나무를 심고, 야나기코지(柳小路) 주택지라고 이름 붙였기 때문에 라고 한다.